# 相鐵20000系電聯車
相鐵20000系電聯車（日语：／ Sōtetsu 20000-kei densha */?）是相模鐵道於2018年2月11日投入服務的列車。這款列車的設計公佈於2017年6月5日，主要用於神奈川東部方面線和相鐵·東急直通線，替代7000系電聯車。相鐵20000系電聯車也是相鐵第一款獲得桂冠獎的列車，亦獲得了優良設計獎。相鐵20000系電聯車由日立製作所笠戶事業所生產。
相鐵20000系電聯車的第一編成啟用於2017財年，是相鐵在新款9000系電聯車之後第二個獲得優良設計獎的列車。2019年，這款列車獲得了鐵道友之會的桂冠獎，是相鐵第一款獲得桂冠獎的列車。
21000系是該款列車的派生款式，用於直通東急目黑線，8輛編成。其外觀和內飾和20000系基本相同。